# Juratzkaea indica
Juratzkaea indica är en bladmossart som beskrevs av Brotherus och Potier de la Varde 1925. Juratzkaea indica ingår i släktet Juratzkaea och familjen Stereophyllaceae. Inga underarter finns listade i Catalogue of Life.